# Chur Unihockey
Chur Unihockey ist ein Schweizer Unihockeyclub aus Chur, der in der höchsten Spielklasse, der Unihockey Prime League, spielt. Chur Unihockey ist mit 12 Schweizermeistertiteln und mit 7 Cupsiegen einer der erfolgreichsten Vereine im Schweizer Unihockey. Mit insgesamt 19 nationalen Titeln (CH-Meister und Cup) ist Chur Unihockey der erfolgreichste Unihockeyverein der Schweiz, dies obwohl die Churer seit nunmehr 20 Jahren keinen Titel mehr gewinnen konnten. Zudem gehört Chur Unihockey mit über 300 aktiven Juniorinnen und Junioren und 200 weiteren Mitgliedern zu den Mitgliederstärksten Unihockeyvereinen der Schweiz. Die sportliche Betätigung und die Ausbildung für junge und ambitionierte Unihockeyspieler liegen dem Verein sehr am Herzen.

## Geschichte
Der heutige Verein Chur Unihockey ging 2004 aus den beiden Vereinen Rot-Weiss Chur (1985) und Torpedo Chur (1986) hervor. Die Entwicklung des schweizerischen Unihockeysports verdankt den Unihockeyvereinen aus Chur sehr viel. Einige Gründungsmitglieder waren oder sind im Vorstand der Internationalen Floorball Federation (IFF) oder im Zentralvorstand von swiss unihockey (Schweizerischen Unihockeyverband) tätig.
Im Jahr 2000 wurde Rot-Weiss Chur mit dem Bündner Sportpreis ausgezeichnet, 2002 mit dem Jugendsportförderungspreis der Stadt Chur.

## Erfolge
Der UHC Rot-Weiss Chur konnte zwischen 1989 und 2003 insgesamt zwölf Schweizermeistertitel und fünf Schweizer Cup Titel mit ins Bündnerland nehmen. Ebenso gewann das Team zweimal Europacup Bronze.
Torpedo Chur gewann zweimal den Schweizer Cup und einmal den Liga-Cup auf Kleinfeld.
Seit der Fusion zu Chur Unihockey im Dezember 2003 konnte die erste Mannschaft (NLA) bis jetzt jedoch noch keine Titel holen. Der erste Schweizermeistertitel des Vereins wurde durch das U16 Team (ehem. B-Grossfeld Junioren) in der Saison 2004/05 gewonnen. Ein weiterer Schweizermeistertitel kam in der Saison 2006/07 hinzu, als sich das U21 Team (ehem. Elite Junioren) gegen Wiler-Ersigen im Finale der Playoffs durchsetzte.
Der bisher letzte Erfolg von Chur Unihockey datiert aus der Saison 2012/13, als sich die U21-Mannschaft in der Qualifikation den vierten Platz und somit den Einzug ins Playoff-Halbfinale sicherte. Im Playoff-Halbfinale besiegte die Churer das erst platzierten Floorball Köniz mit 3:1 in der Serie. Im U21-Playoff-Finale wurde GC Zürich mit 3:0 Siegen bezwungen und so konnten die U21-Mannschaft den zweiten Meisterschaftstitel seit der Fusion 2004 feiern.
Am 13. April 2025 holte die U14 den Schweizermeistertitel (Ost). Mit diesem Sieg realisierte man den letzten Titelgewinn der Vereinsgeschichte (Fusion zu Floorball Chur United). Gleichzeitig endete eine lange Ära mit Heimspielen in der Gewerbeschule Chur (seit 1984 Heimstätte der Churer Unihockeyszene). Ab Sommer 2025 spielt der neue Verein in der neuen Halle Fortuna an der Ringstrasse.
- 12-mal Schweizer Meister: 1989, 1990, 1991, 1992, 1993, 1994, 1995, 1996, 1998, 2000, 2001, 2003
- 7-mal Schweizer Cupsieger: 1993, 1994, 1995, 1997, 2000, 2003, 2004
- 2-mal Champy-Cup-Sieger: 2000, 2010

## Ehemalige Spieler
- Thomas Engel
- Andrea Engel
- Daniel Telli
- Marcel Kaltenbrunner
- Andreas Cadisch
- Peter Düggeli
- Sepp Ebneter
- Reto Weber
- Livio D’Intino
- Mikael Fernström
- Olli Oilinki
- Kari Koskelainen
- Renato Schneider
- Lulzim Kamaj
- Jan Binggeli
- Paolo Riedi
- Patrick Kellenberger
- Joel Hirschi

## Cheftrainer NLA
(Verzichtet wurde auf die Aufführung von Interims- und Assistenztrainern)
- 2004–2005  Andrea Engel
- 2005–2007  Reto Weber
- 2007–2009  Livio D’Intino
- 2009–2010  Peter Düggeli
- 2010–2011  Felix Coray
- 2011–2016  Thomas Berger
- 2016–2017  Iivo Pantzar
- 2017–2017  Daniel Hane
- 2018–2018  Jani Westerlund
- 2019–2023  Iivo Pantzar
- Seit 2023  Theodor Jonsson

## Präsidenten
- 2004–2010 Ruedi Kunz
- 2010–2016 Cornel Ehrler
- 2016–2017 Andreas Fischer
- 2017–2018 Fabio Caruso (ad interim)
- Seit 2018 Curdin Furrer